# Port lotniczy Goa
Port lotniczy Goa – międzynarodowy port lotniczy położony w Goa. Jest jedynym pasażerskim portem lotniczym w tym indyjskim stanie.

## Linie lotnicze i połączenia
- Air Deccan (Bangalore, Belgaum, Delhi, Hyderabad, Bombaj)
- Air India (Bangalore, Calicut, Madras, Delhi, Kuwejt, Bombaj, Szardża)
- Air India Express (Dubaj, Koczin)
- Go Air (Bombaj)
- IndiGo Airlines (Hyderabad, Koczin, Bombaj)
- Jet Airways (Bangalore, Bombaj)
- Jet Lite (Ahmedabad, Delhi, Bombaj)
- Kingfisher Airlines (Bangalore, Delhi, Koczin, Kozhikode, Bombaj, Mangalore, Thiruvananthapuram)
- SpiceJet (Delhi, Bombaj)
- SriLankan Airlines (Kolombo)
- Transaero (Moskwa-Domodiedowo)
- Travel Service (Warszawa)